# 비네 방정식
고전역학에서 비네 방정식(Binet equation)은 주어진 퍼텐셜에 대한 이체 문제의 궤도에 대한 이차 비선형 상미분 방정식이다.

## 역사
프랑스의 수학자 자크 필리프 마리 비네(프랑스어: Jacques Philippe Marie Binet)가 유도하였다.

## 정의
이체 문제는 일반적으로 환산 질량을 통해 일체 문제로 바꿀 수 있다. 즉, 일반적으로 다음과 같은 형태의 방정식을 얻는다.
{\displaystyle \mu {\ddot {\mathbf {r} }}=F(r){\hat {\mathbf {r} }}}.
여기서 {\displaystyle \mu }는 환산 질량이고, {\displaystyle \mathbf {r} }은 입자의 위치, {\displaystyle F(r)}는 입자에 가해지는 힘이다. 각운동량 보존에 의하여, 일반적으로 {\displaystyle \mathbf {r} }은 각운동량에 수직인 평면에 국한된다. 이 2차원 공간에 극좌표 {\displaystyle (r,\theta )}를 잡자. 그렇다면 입자의 궤도는 {\displaystyle r(\theta )}의 꼴로 나타낼 수 있다.
도움변수 {\displaystyle u(\theta )}를 {\displaystyle r}의 역수로 정의하자.
{\displaystyle u(\theta )=1/r(\theta )}.
그렇다면 {\displaystyle u}는 다음과 같은 미분 방정식을 만족한다. 이를 비네 방정식이라고 한다.
{\displaystyle u''+u+{\frac {\mu }{L^{2}u^{2}}}F(1/u)=0}.
여기서 {\displaystyle L}은 계의 (질량 중심으로부터의) 총 각운동량 {\displaystyle L=\mu r^{2}{\dot {\theta }}}이다.

## 같이 보기
- 일반 상대성 이론